# 600

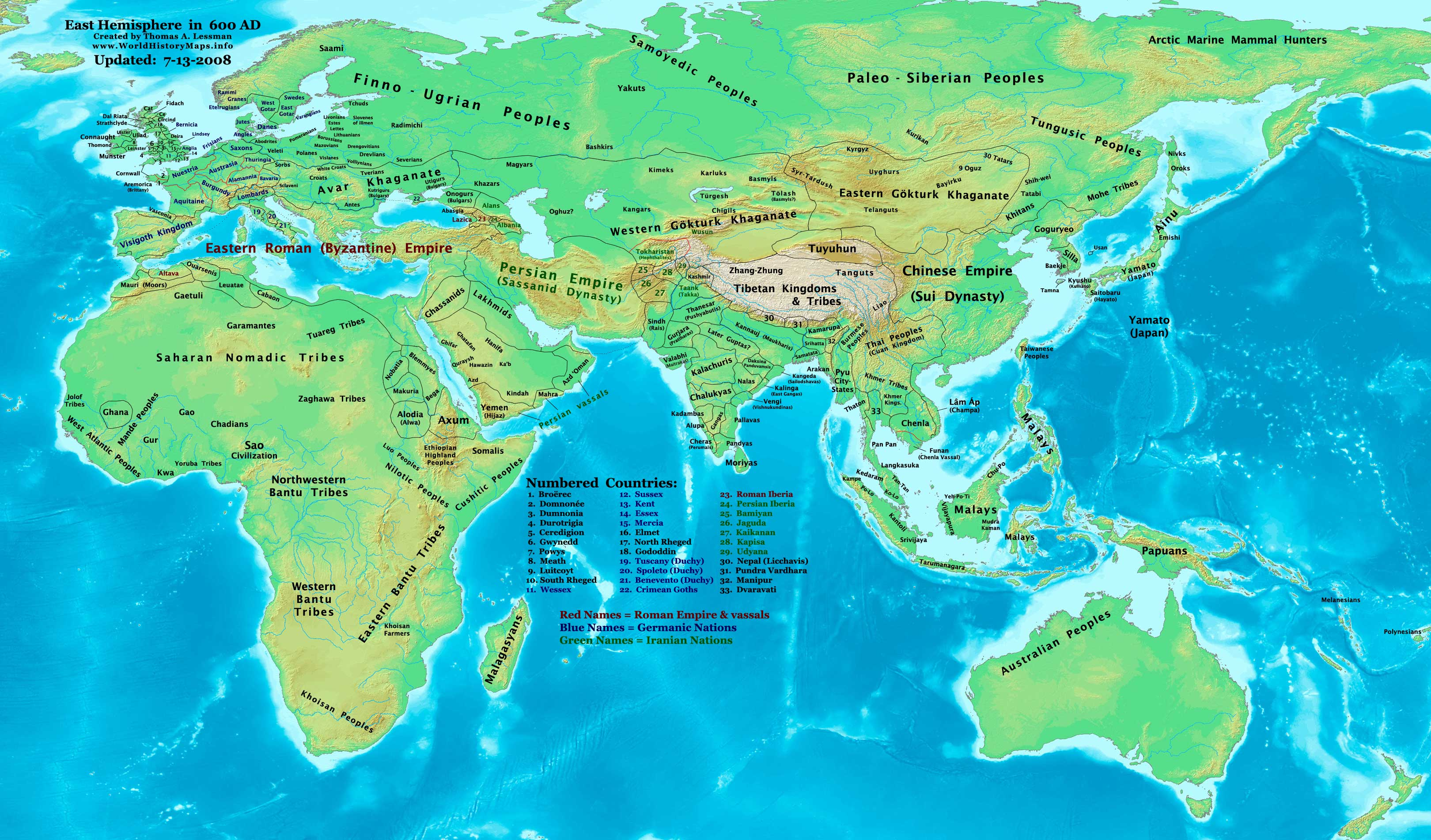
Harta lumii cunoscute în anul 600 d.Hr.

## Nașteri
- dată necunoscută: Papa Bonifaciu al V-lea  (d. 625)
- dată necunoscută: Papa Ioan al IV-lea  (d. 642)
- 27 ianuarie: Papa Vitalian  (d. 672)
- dată necunoscută: Iordanes  (d. ?)
- dată necunoscută: Moaz bin Jabal  (d. 640)
- dată necunoscută: Bahira  (d. ?)
- dată necunoscută: Bhāskara I matematician indian din secolul al VII-lea (d. 680)
- dată necunoscută: Ioan al IV-lea al Constantinopolului patriarh al Constantinopolului (d. 595)
- dată necunoscută: Waltari al longobarzilor  (d. 546)
- dată necunoscută: Heraclius cel Bătrân  (d. 610)
- dată necunoscută: Ka'b ibn al-Ashraf  (d. 624)
- dată necunoscută: Cunimund  (d. 566)
- dată necunoscută: Gisulf I de Friuli  (d. 581)
- dată necunoscută: Zotto  (d. 591)
- dată necunoscută: Gisulf al II-lea de Friuli duce italian (d. 611)
- dată necunoscută: Ariulf de Spoleto  (d. 601)
- dată necunoscută: Faroald I de Spoleto  (d. 592)
- dată necunoscută: Sfântul Dezideriu episcop de Vienne (d. 607)
- dată necunoscută: Arechis I de Benevento  (d. 641)
- dată necunoscută: Theodelap de Spoleto  (d. 653)
- dată necunoscută: Ioan I Lemigius  (d. 615)
- dată necunoscută: Eleutherius de Ravenna  (d. 620)
- dată necunoscută: Atto de Spoleto  (d. 663)
- dată necunoscută: Vagbhata  (d. 650)
- dată necunoscută: Callinic de Ravenna  (d. 602)
- dată necunoscută: Secundus de Trento  (d. 612)
- dată necunoscută: Roman de Ravenna  (d. ?)
- dată necunoscută: Chlothsind  (d. ?)
- dată necunoscută: Ioan de Conza  (d. 617)
- dată necunoscută: Radulf de Turingia  (d. ?)
- dată necunoscută: Tiberiu (asociat, secolul al VI-lea)  (d. 602)
- dată necunoscută: Euin de Trento  (d. 595)

## Decese
- dată necunoscută: Regele Arthur lider britanic legendar de la sfârșitul secolului al V-lea și începutul secolului al VI-lea (n. ?)
- dată necunoscută: Iordanes  (n. ?)
- dată necunoscută: Pseudo-Dionisie Areopagitul filosof grec (n. ?)
- dată necunoscută: Ștefan din Bizanț scriitor bizantin (n. ?)
- dată necunoscută: Eutokios matematician grec (n. 480)
- dată necunoscută: Theodor I Calliopas  (n. ?)
- dată necunoscută: Samaw'al ibn 'Adiya  (n. ?)
- dată necunoscută: Priscian din Lidia neoplatoonist (n. ?)
- dată necunoscută: Rodelinda a longobarzilor  (n. 510)
- dată necunoscută: Droctulf  (n. ?)